# قبة الشيخ الخليلي

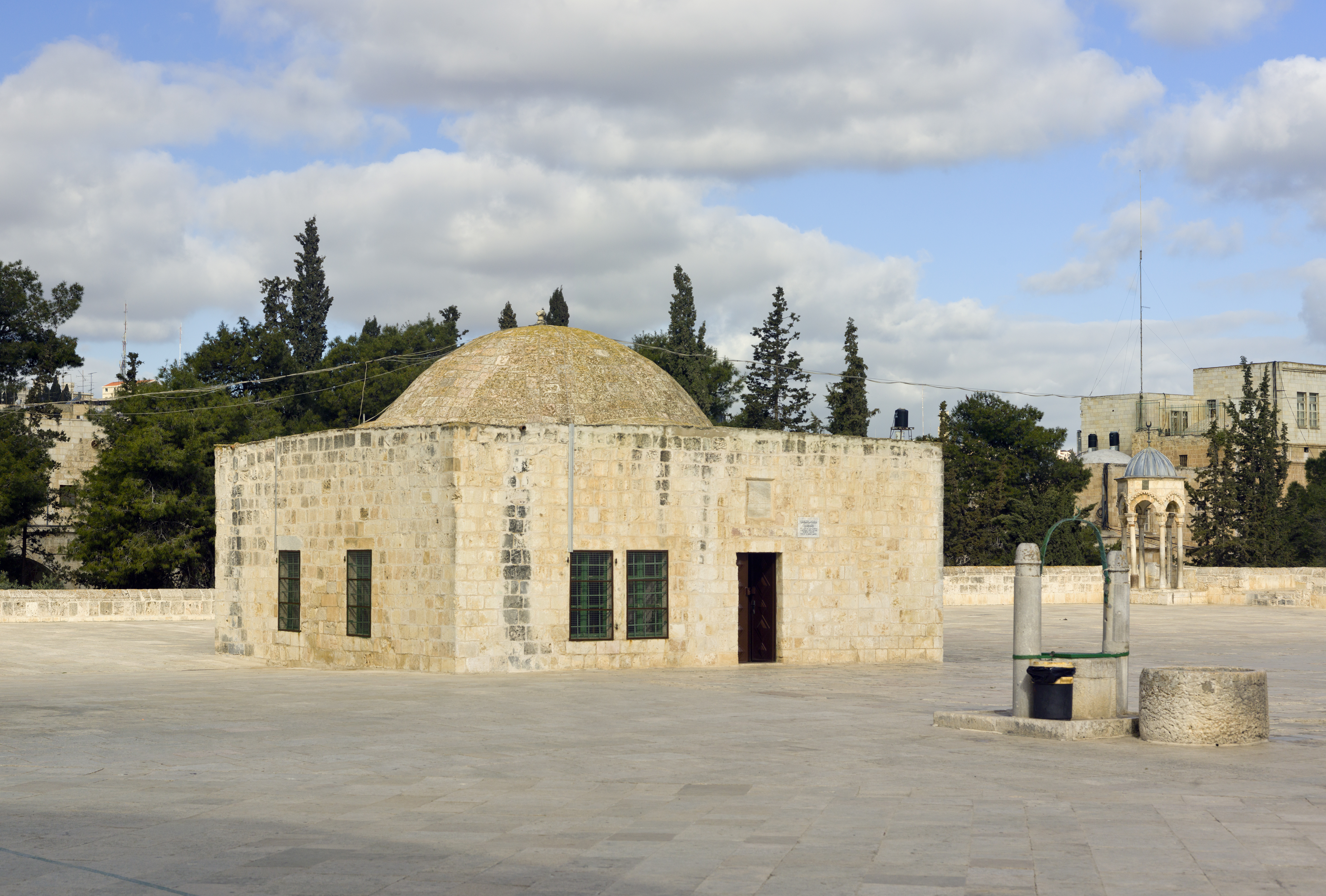
قبة الخليلي

قبة الخليلي (بالإنجليزية: Dome of al-Khalili)‏ أو Hebronite هي معلم من معالم المسجد الأقصى وهي بناء لقبة صغيرة تقع في وسط صحن قبة الصخرة، إلى الشمال من قبة الصخرة في البلدة القديمة من القدس. المبنى مصنوع من الطوب. قبة الخليلي بنيت في أوائل القرن الثامن عشر أثناء سيادة الدولة العثمانية على فلسطين وقد كرست للشيخ محمد الخليلي، وهو عالم بالفقه توفي في 1734.